# (16209) Sterner
(16209) Sterner (2000 CB56) – planetoida z pasa głównego asteroid okrążająca Słońce w ciągu 3,75 lat w średniej odległości 2,41 j.a. Odkryta 4 lutego 2000 roku.